# روبرت جي. ماثيسون
روبرت جي. ماثيسون هو شخصية أعمال وسياسي أمريكي، ولد في 16 فبراير 1907، وتوفي في 6 سبتمبر 1956 بسبب حادث مرور. نشط حزبياً في الحزب الجمهوري. وقد انتخب عضو جمعية ولاية ويسكونسن ‏.